# Ресовія (футбольний клуб)
«Ресо́вія Ря́шів» (пол. Resovia Rzeszów) — професіональний польський футбольний клуб із міста Ряшева.

## Історія
У 1910 році був організований спортивний клуб, який отримав назву «Спортивний Гурток „Ресовія“», хоча ще у 1905 році, згідно з клубним архівом, організовано футбольну «команду майстрів», яка називалася то «Ресовія», то «Червоно-Чорні», то «Ресовяци» і «Чемпіони». Лише 29 вересня 1907 року відбувся перший офіційний матч ряшівських «Чемпіонів» із краківськими футболістами Вісли, який закінчився з рахунком 0-10. 12 травня 1912 року клуб отримав стадіон. Влітку 1914 року припинив існування, так як розпочалася Перша світова війна. У 1918 році відновив діяльність. У 1920 році клуб побудував на новому місці стадіон із трибуною. У 1933 році об'єднався з іншим ряшівським клубом «КС „Віслок“ Ряшів» і відтоді виступав під назвою «Цивільно-військовий спортивний клуб „Ресовія“». У міжвоєнному періоді команда грала спочатку у львівському класі «A», а потім у львівській окружній (другій) лізі. У 1937 році, як переможець львівської окружної ліги, змагалася у вирішальних матчах за путівку до найвищої польської ліги, але без успіху.
Під час Другої світової війни клуб проводив матчі з німецькими військовослужбавцями. У 1951 році рішенням польських влад клуб перейменовано на «Огніво Ряшів». У клубі діяла секція футболу, баскетболу, волейболу, тенісу, легкої атлетики та інших видів спорту.
У 1956 році повернено історичну назву «Ресовія Ряшів». У 1967 році об'єднався з іншим ряшівським клубом «КС „Бєщади“ Ряшів». До 1977 року клуб 17 сезонів змагався у III лізі, лише тоді піднялася у II лігу чемпіонату Польщі. З 1994 року до 1997 року футболісти «Ресовії» виступали у III лізі. Потім клуб брав участь у змаганнях IV ліги. На сезони 2000/2001 і 2003/2004 повертався до III ліги. З 2007 року клуб змагається знову у III лізі, яка після 2005 року, внаслідок реорганізації футбольної піраміди ліг, називається II ліга.

### Назви
- 1910: КС Ресовія Ряшів (пол. KS [Koło Sportowe] Resovia)
- 1914—1918: не виступав
- 1933: ЦВКС Ресовія Ряшів (пол. CWKS [Cywilno Wojskowy Klub Sportowy] Resovia)
- 1951: Огніво Ряшів (пол. Ogniwo Rzeszów)
- 1956: ЦВКС Ресовія Ряшів (пол. CWKS Resovia)
- 2003—2005: пол. CWKS Resovia Cenowa Bomba Resgraph
- 2018/19: Апклан Ресовія пол. Apklan Resovia

## Титули та досягнення
- Чемпіонат Польщі:
  - чемпіон у львівській окружній (II) лізі: 1937
  - срібний призер у львівській окружній (II) лізі: 1934
  - бронзовий призер у львівській окружній (II) лізі: 1933
  - срібний призер II ліги: 1983
  - чемпіон III ліги: 2017/2018 (IV група)
- Кубок Польщі:
  - півфіналіст: 1981